# نبرد تاراکان (۱۹۴۲)
نبرد تاراکان (انگلیسی: Battle of Tarakan) یکی از نبردهای جنگ اقیانوس آرام بود.